# Recalbox
Recalbox ist ein freies, quelloffenes Betriebssystem, das der Emulation, Erhaltung und Zugänglichkeit alter Videospiele (Retrogaming) gewidmet ist.
Recalbox ist ein Projekt, das sich dank der Vorkonfiguration des Systems und der Unterstützung im täglichen Gebrauch hauptsächlich an Anfänger richtet. Das System enthält viele Open-Source-Spiele bei der Erstinstallation und ist frei von urheberrechtlich geschützten Inhalten (Roms, Bios...). Sofern nicht ausdrücklich genehmigt, ist Recalbox für den Verkauf, den Weiterverkauf oder jede andere kommerzielle Nutzung verboten, wie in seiner Benutzerlizenz und den Benutzerlizenzen von RetroArch/Libretro, der Architektur, auf der das Projekt teilweise basiert, festgelegt.

## Geschichte
Recalbox wurde im Januar 2015 von digitalLumberjack auf den Markt gebracht, nachdem seine Schwester den Wunsch geäußert hatte, die Videospiele zu spielen, die sie als Kinder hatten (u. a. The Lion King auf Super Nintendo). Die Emulation war bereits vorhanden, aber das Angebot war dann für die breite Öffentlichkeit komplex. Basierend auf dieser Prämisse, verbrachte digitalLumberjack während der Weihnachtsferien 2014 einige Wochen damit, eine schlüsselfertige Lösung zu entwickeln, die von einer möglichst großen Zahl von Menschen genutzt werden kann, mit dem Ziel, nie mehr mit Tastatur oder Maus spielen zu müssen. Sobald das Projekt veröffentlicht war, beschloss er, es frei und quelloffen zu machen, um das Videospielerbe zugänglicher zu machen und damit andere Entwickler ihm helfen konnten.
Im Jahr 2020 besteht Recalbox aus etwa zehn regulären Entwicklern, einem Community-Leiter, etwa dreißig Beta-Testern und etwa fünfzig gelegentlichen Mitwirkenden (Übersetzung, Grafik, Video, Web …), alles Freiwillige.

## Technik
Recalbox baute auf dem Erfolg der kostengünstigen Raspberry-Pi-Nanocomputer auf. Die Idee war es, eine All-in-one-Retrogaming-Lösung mit einer Plug-and-Play-Benutzererfahrung anzubieten.
Im Gegensatz zu anderen Lösungen basiert Recalbox nicht auf einer vorkompilierten Linux-Distribution (Raspbian), sondern geht von einer leeren Seite aus und stützt sich auf Buildroot, das es erlaubt, ein maßgeschneidertes Betriebssystem zu erstellen, seinen Inhalt anzupassen und nur das hinzuzufügen, was für seine Funktion notwendig ist.

## Enthaltene Projekte
Recalbox ist eine Zusammenstellung vieler unabhängiger Projekte (die „Kerne“), die in einer grafischen Oberfläche (der „Frontend“-EmulationStation) zusammengefasst sind. Das System integriert auch nativ den Kodi-Multimedia-Player, der mit dem Gamepad über die einheitliche Schnittstelle gesteuert werden kann. Es ist möglich, direkt vom Menü aus von Kodi zu Recalbox zu wechseln, ohne das Gerät neu starten zu müssen.

### Externe Projekte
Viele externe Projekte sind direkt in das Recalbox-System integriert und werden oft modifiziert, um an die Bedürfnisse des Recalbox-Ökosystems angepasst zu werden (einheitliche und standardisierte Schnittstelle und Kontrollen):
- amiberry
- dolphin-emu
- dosbox
- kodi
- gsplus
- libretro-2048
- libretro-81
- libretro-atari800
- libretro-beetle-lynx
- libretro-beetle-ngp
- libretro-beetle-pce-fast
- libretro-beetle-pcfx
- libretro-beetle-psx
- libretro-beetle-psx-hw
- libretro-beetle-saturn
- libretro-beetle-supergrafx
- libretro-beetle-vb
- libretro-beetle-wswan
- libretro-bluemsx
- libretro-boom3
- libretro-cannonball
- libretro-cap32
- libretro-cheats
- libretro-craft
- libretro-crawl
- libretro-crocods
- libretro-desmume
- libretro-dinothawr
- libretro-duckstation
- libretro-easyrpg
- libretro-ecwolf
- libretro-fbneo
- libretro-fceumm
- libretro-fceunext
- libretro-flycast
- libretro-fmsx
- libretro-freechaf
- libretro-freeintv
- libretro-fuse
- libretro-gambatte
- libretro-gearsystem
- libretro-genesisplusgx
- libretro-gpsp
- libretro-gw
- libretro-handy
- libretro-hatari
- libretro-imageviewer
- libretro-kronos
- libretro-lutro
- libretro-mame
- libretro-mame2000
- libretro-mame2003
- libretro-mame2003-plus
- libretro-mame2010
- libretro-mame2015
- libretro-mame2016
- libretro-melonds
- libretro-mesen
- libretro-mesen-s
- libretro-meteor
- libretro-mgba
- libretro-minivmac
- libretro-mrboom
- libretro-mu
- libretro-mupen64plus
- libretro-mupen64plus-nx
- libretro-nestopia
- libretro-np2kai
- libretro-nxengine
- libretro-o2em
- libretro-opera
- libretro-parallel-n64
- libretro-pcsx_rearmed
- libretro-picodrive
- libretro-pokemini
- libretro-prboom
- libretro-prosystem
- libretro-px68k
- libretro-quasi88
- libretro-quicknes
- libretro-race
- libretro-reminiscence
- libretro-retrodream
- libretro-sameboy
- libretro-scummvm
- libretro-snes9x
- libretro-snes9x2002
- libretro-snes9x2005
- libretro-snes9x2010
- libretro-stella
- libretro-stella2014
- libretro-tgbdual
- libretro-theodore
- libretro-thepowdertoy
- libretro-tic80
- libretro-tyrquake
- libretro-uae
- libretro-uzem
- libretro-vecx
- libretro-vice
- libretro-virtualjaguar
- libretro-vitaquake2
- libretro-vitaquake3
- libretro-vitavoyager
- libretro-xmil
- libretro-xrick
- libretro-yabasanshiro
- libretro-yabause
- linapple-pie
- mupen64plus
- openbor
- oricutron
- pcsx_rearmed
- pifba
- pisnes
- ppsspp
- reicast
- residualvm
- retroarch
- scummvm
- simcoupe
- solarus-recalbox

### Interne Projekte
Das Recalbox-Betriebssystem basiert ebenfalls auf intern entwickelten Teilprojekten, darunter :
- recalbox-emulationstation2 (starke Anpassung der grafischen Oberfläche der "Emulationstation")
- recalbox-configgen (einheitlicher Konfigurationskonverter Recalbox für die spezifischen Konfigurationen jedes Emulators)
- recalbox-hardware (automatische Hardware-Erkennung und -Konfiguration)
- recalbox-manager2 (Web-Manager, Schnittstelle zur Verwaltung Ihrer Recalbox über einen Web-Browser)
- recalbox-romfs (système de configuration des emulateurs/cores disponibles par plateformes)
- recalbox-themes (Konfigurationssystem der verfügbaren Emulatoren/Kerne, pro Plattform)

## Material-Kompatibilität
In seiner Version 7.0.1-Reloaded vom 16. Oktober 2020 ist Recalbox kompatibel mit den verschiedenen Einplatinencomputern der Raspberry-Pi-Familie (0, 1, 2, 3, 4 …), mit Odroid-Karten (XU4 und XU4Q) und mit x86 32/64-bit-Systemen.
Recalbox ist nativ kompatibel mit vielen Zubehörteilen und Controllern, wie PS3, PS4, Xbox 360, 8bitdo-Controllern oder RetroFlag-Boxen, wie dem NesPi Case oder GPi Case, mit dem sich das System bei der ersten Installation automatisch optimiert.

## Zugänglichkeit
Etwas weniger als ein Jahr nach der Ankündigung des XAC (Xbox Adaptive Controller, Microsofts adaptiver Controller) hat Recalbox sein System mit diesem Zubehör nativ kompatibel gemacht und damit behinderten Spielern Zugang zu Recalbox und einem ganzen Stück Videospielgeschichte ermöglicht.

## Emulierte Systeme
Recalbox emuliert mehr als hundert Systeme, die von Spielkonsolen über Handheld-Konsolen bis hin zu Computersystemen reichen. Hier ist die vollständige Liste der von Recalbox 6.1.1 unterstützten Systeme in Abhängigkeit vom Einplatinenrechner, auf dem Recalbox ausgeführt wird:
| SYSTEME                       | Pi 0/1 | Pi 2 | Pi 3 | Odroid XU4 | PC (x86) | PC (x64) |
| ----------------------------- | ------ | ---- | ---- | ---------- | -------- | -------- |
| 3DO                           |        |      |      |            |          |          |
| Advance MAME                  |        |      |      |            |          |          |
| Amiga 1200                    |        |      |      |            |          |          |
| Amiga 600                     |        |      |      |            |          |          |
| Amiga CD32                    |        |      |      |            |          |          |
| Amstrad CPC                   |        |      |      |            |          |          |
| Amstrad GX4000                |        |      |      |            |          |          |
| Apple II                      |        |      |      |            |          |          |
| Apple IIGS                    |        |      |      |            |          |          |
| Atari 2600                    |        |      |      |            |          |          |
| Atari 5200                    |        |      |      |            |          |          |
| Atari 7800                    |        |      |      |            |          |          |
| Atari 800                     |        |      |      |            |          |          |
| Atari Jaguar                  |        |      |      |            |          |          |
| Atari ST                      |        |      |      |            |          |          |
| Bandai SuFami Turbo           |        |      |      |            |          |          |
| CaveStory                     |        |      |      |            |          |          |
| ColecoVision                  |        |      |      |            |          |          |
| Commodore 64                  |        |      |      |            |          |          |
| DAPHNE                        |        |      |      |            |          |          |
| Dreamcast                     |        |      |      |            | *3       | *3       |
| Fairchild Channel F           |        |      |      |            |          |          |
| FDS (Famicom Disk System)     |        |      |      |            |          |          |
| Final Burn Alpha              |        |      |      |            |          |          |
| Game & Watch                  |        |      |      |            |          |          |
| Game Boy Color                |        |      |      |            |          |          |
| Game Gear                     |        |      |      |            |          |          |
| Game Boy                      |        |      |      |            |          |          |
| Game Boy Advance              |        |      |      |            |          |          |
| GameCube                      |        |      |      |            |          | *3       |
| Lutro                         |        |      |      |            |          |          |
| Lynx                          |        |      |      |            |          |          |
| Mame                          | *1     |      |      |            |          |          |
| Master System                 |        |      |      |            |          |          |
| Mattel Intellivision          |        |      |      |            |          |          |
| Megadrive                     |        |      |      |            |          |          |
| MGT SAM Coupé                 |        |      |      |            |          |          |
| Moonlight                     |        |      |      |            |          |          |
| MSX1                          |        |      |      |            |          |          |
| MSX2(+)                       |        |      |      |            |          |          |
| MSXturboR                     |        |      |      |            |          |          |
| Othello Multivision           |        |      |      |            |          |          |
| NEC PC-88                     |        |      |      |            |          |          |
| NEC PC-98                     |        |      |      |            |          |          |
| NEC PC-FX                     |        |      |      |            |          |          |
| Neo Geo                       |        |      |      |            |          |          |
| Neo Geo CD                    |        |      |      |            |          |          |
| Neo Geo Pocket B&W            |        |      |      |            |          |          |
| Neo Geo Pocket Color          |        |      |      |            |          |          |
| Nintendo Entertainment System |        |      |      |            |          |          |
| Nintendo 3DS                  |        |      |      |            |          | *4       |
| Nintendo DS                   |        |      |      |            |          |          |
| Nintendo 64                   |        |      |      |            |          |          |
| Odyssey 2                     |        |      |      |            |          |          |
| Dos                           |        |      |      |            |          |          |
| Palm OS                       |        |      |      |            |          |          |
| PC Engine                     |        |      |      |            |          |          |
| PC Engine CD                  |        |      |      |            |          |          |
| Playstation                   |        |      |      |            |          |          |
| PlayStation Portable          |        |      |      |            |          |          |
| Pokémon Mini                  |        |      |      |            |          |          |
| Ports                         |        |      |      |            |          |          |
| PR Boom                       |        |      |      |            |          |          |
| Residual VM                   |        |      |      |            |          |          |
| Sammy Atomiswave              |        |      |      |            |          |          |
| Satellaview                   |        |      |      |            |          |          |
| Scumm VM                      |        |      |      |            |          |          |
| Sega 32X                      |        |      |      |            |          |          |
| Sega CD                       |        |      |      |            |          |          |
| Sega NAOMI                    |        |      |      |            |          |          |
| Sega Saturn                   |        |      |      |            |          |          |
| Sega SG 1000                  |        |      |      |            |          |          |
| Spectravideo                  |        |      |      |            |          |          |
| Super Nintendo                |        |      |      |            |          |          |
| Supergrafx                    |        |      |      |            |          |          |
| Tangerine Oric                |        |      |      |            |          |          |
| Thomson TO + MO               |        |      |      |            |          |          |
| TIC-80                        |        |      |      |            |          |          |
| Uzebox                        |        |      |      |            |          |          |
| Vectrex                       |        |      |      |            |          |          |
| Virtual Boy                   |        |      |      |            |          |          |
| Wii                           |        |      |      |            |          | *3       |
| Wonderswan B&W                |        |      |      |            |          |          |
| Wonderswan Color              |        |      |      |            |          |          |
| SHARP x1                      |        |      |      |            |          |          |
| SHARP x68000                  |        |      |      |            |          |          |
| ZX Spectrum                   |        |      |      |            |          |          |
| ZX81                          |        |      |      |            |          |          |
| Kodi                          |        |      |      |            |          |          |

## Auszeichnungen
- November 2019: Das Recalbox-Projekt wurde auf dem Maker Faire 2019 in Paris mit einem doppelten Blauen Band der Makers of Merit belohnt, das Maker auszeichnet, die innovative und kreative Projekte durchführen und die Kultur des (Do It Yourself) fördern.[11]
- September 2020: Recalbox wurde Twitch-Partner und sah seinen Kanal zertifiziert.[12]

## Veranstaltungen
Recalbox nimmt an verschiedenen Veranstaltungen teil, die mit der Welt der Videospiele, des Retrogaming oder der Welt der Macher zu tun haben, mit Veranstaltungen wie Montage-Workshops, Ausstellungsständen für Arcade-Terminals und DIY-Bartops oder auch „Free-to-Play“-Retrogaming-Automaten.